# RSO
RSO fue un dueto musical formado en el año 2017 por los guitarristas Richie Sambora y Orianthi Panagaris. Editaron su único álbum en mayo de 2018, pero pocos meses después rompieron su relación profesional debido a motivos sentimentales, ya que también habían sido pareja durante cuatro años.

## Discografía
- 29 de septiembre de 2017: Rise (EP)
- 15 de diciembre de 2017: Making History (EP)
- 11 de mayo de 2018: Radio Free America (LP)